# Danh sách đĩa nhạc của Daft Punk
Ban nhạc điện tử người Pháp Daft Punk đã phát hành bốn album phòng thu, hai album trực tiếp, một album tổng hợp, một album nhạc phim, ba album phối lại, hai album video, 22 đĩa đơn và 19 video âm nhạc. Các thành viên nhóm Thomas Bangalter và Guy-Manuel de Homem-Christo gặp nhau vào năm 1987 khi đang học tại trường trung học Lycée Carnot. Sau đó, họ cùng nhau thu âm một số bản demo và thành lập Daft Punk vào năm 1993. Đĩa đơn đầu tay của họ "The New Wave" được phát hành một năm sau trên nhãn Soma Quality Recordings. Daft Punk lần đầu tiên đạt được thành công về mặt thương mại với việc phát hành đĩa đơn thứ hai "Da Funk", đạt vị trí thứ bảy tại Pháp và đứng đầu bảng xếp hạng Billboard Dance Club Songs của Hoa Kỳ.
Sau khi ký hợp đồng với Virgin Records, bộ đôi đã phát hành album phòng thu đầu tay Homework vào tháng 1 năm 1997. Album đạt vị trí thứ ba tại Pháp. Sự thành công của Homework cũng thu hút sự chú ý trên toàn thế giới đến dòng nhạc progressive house và kể từ đó nó được xem như một album mang tính bước ngoặt của thể loại này. Đĩa đơn "Around the World" đã trở thành bản nhạc ăn khách hàng đầu ở một số quốc gia châu Âu và giúp bộ đôi này lọt vào bảng xếp hạng Billboard Hot 100 của Hoa Kỳ lần đầu tiên, nơi nó đạt vị trí thứ 61. Bộ album cũng sản xuất các đĩa đơn "Burnin'" và "Revolution 909".
Daft Punk phát hành album phòng thu thứ hai Discovery vào tháng 2 năm 2001. Album đạt vị trí thứ hai tại Pháp. Discovery cũng thành công trên phạm vi quốc tế, trở thành một trong những album ăn khách nhất trong bảng xếp hạng tại các quốc gia như Úc, Canada và Vương quốc Anh. "One More Time", đĩa đơn đầu tiên của album, đã trở thành bản nhạc ăn khách nhất ở Pháp và trên bảng xếp hạng nhạc dance Billboard. Đĩa đơn cũng lọt vào top 10 trên các bảng xếp hạng của Úc, Đức và Vương quốc Anh. Có năm đĩa đơn khác được phát hành từ Discovery: "Aerodynamic", "Digital Love", "Harder, Better, Faster, Stronger", "Face to Face" và "Something About Us". Daft Punk đã ra mắt album trực tiếp Alive 1997 vào tháng 10 năm 2001, được ghi âm tại buổi biểu diễn trực tiếp của bộ đôi ở Que Club (Birmingham, Anh) vào tháng 11 năm 1997. Human After All, album phòng thu thứ ba của ban nhạc, được phát hành vào tháng 3 năm 2005 với nhiều đánh giá trái chiều. Tuy nhiên, album đã đứng đầu bảng xếp hạng Billboard Dance/Electronic Albums và đạt vị trí thứ ba tại Pháp. Human After All có các đĩa đơn "Robot Rock", "Technologic", "Human After All" và "The Prime Time of Your Life".
Khi đang tổ chức tour lưu diễn Alive 2006/2007, Daft Punk đã ra mắt album trực tiếp Alive 2007 vào tháng 11 năm 2007, được ghi âm tại buổi biểu diễn vào tháng 6 năm 2007 của bộ đôi tại cung thể thao Paris-Bercy. Daft Punk đã soạn nhạc cho bộ phim năm 2010 Tron: Legacy và phát hành một album nhạc phim đi kèm. Album đã ra mắt đĩa đơn "Derezzed" và trở thành album đầu tiên của bộ đôi trên bảng xếp hạng Billboard 200. Random Access Memories, album phòng thu thứ tư của Daft Punk, được phát hành vào tháng 5 năm 2013 và đứng đầu một số bảng xếp hạng trên toàn thế giới. Tại Pháp, album là bản phát hành đầu tiên của Daft Punk ra mắt ở vị trí số một, vị trí mà nó giữ được trong ba tuần liên tiếp sau khi phát hành. "Get Lucky", đĩa đơn đầu tiên từ Random Access Memories, cũng đạt được thành công trên bảng xếp hạng ở một số quốc gia. Năm 2016, Daft Punk góp mặt trong hai đĩa đơn của ca sĩ R&B người Canada The Weeknd mang tên "Starboy" và "I Feel It Coming".

## Album

### Album thu phòng
| Danh sách các album phòng thu, với các chi tiết, vị trí xếp hạng, số lượng bản đã bán ra và chứng nhận | Danh sách các album phòng thu, với các chi tiết, vị trí xếp hạng, số lượng bản đã bán ra và chứng nhận                        | Danh sách các album phòng thu, với các chi tiết, vị trí xếp hạng, số lượng bản đã bán ra và chứng nhận | Danh sách các album phòng thu, với các chi tiết, vị trí xếp hạng, số lượng bản đã bán ra và chứng nhận | Danh sách các album phòng thu, với các chi tiết, vị trí xếp hạng, số lượng bản đã bán ra và chứng nhận | Danh sách các album phòng thu, với các chi tiết, vị trí xếp hạng, số lượng bản đã bán ra và chứng nhận | Danh sách các album phòng thu, với các chi tiết, vị trí xếp hạng, số lượng bản đã bán ra và chứng nhận | Danh sách các album phòng thu, với các chi tiết, vị trí xếp hạng, số lượng bản đã bán ra và chứng nhận | Danh sách các album phòng thu, với các chi tiết, vị trí xếp hạng, số lượng bản đã bán ra và chứng nhận | Danh sách các album phòng thu, với các chi tiết, vị trí xếp hạng, số lượng bản đã bán ra và chứng nhận | Danh sách các album phòng thu, với các chi tiết, vị trí xếp hạng, số lượng bản đã bán ra và chứng nhận | Danh sách các album phòng thu, với các chi tiết, vị trí xếp hạng, số lượng bản đã bán ra và chứng nhận | Danh sách các album phòng thu, với các chi tiết, vị trí xếp hạng, số lượng bản đã bán ra và chứng nhận | Danh sách các album phòng thu, với các chi tiết, vị trí xếp hạng, số lượng bản đã bán ra và chứng nhận | Danh sách các album phòng thu, với các chi tiết, vị trí xếp hạng, số lượng bản đã bán ra và chứng nhận | Danh sách các album phòng thu, với các chi tiết, vị trí xếp hạng, số lượng bản đã bán ra và chứng nhận | Danh sách các album phòng thu, với các chi tiết, vị trí xếp hạng, số lượng bản đã bán ra và chứng nhận | Danh sách các album phòng thu, với các chi tiết, vị trí xếp hạng, số lượng bản đã bán ra và chứng nhận | Danh sách các album phòng thu, với các chi tiết, vị trí xếp hạng, số lượng bản đã bán ra và chứng nhận                                                                 |
| Tên | Chi tiết | Vị trí cao nhất trên bảng xếp hạng                                                                     | Vị trí cao nhất trên bảng xếp hạng                                                                     | Vị trí cao nhất trên bảng xếp hạng                                                                     | Vị trí cao nhất trên bảng xếp hạng                                                                     | Vị trí cao nhất trên bảng xếp hạng                                                                     | Vị trí cao nhất trên bảng xếp hạng                                                                     | Vị trí cao nhất trên bảng xếp hạng                                                                     | Vị trí cao nhất trên bảng xếp hạng                                                                     | Vị trí cao nhất trên bảng xếp hạng                                                                     | Vị trí cao nhất trên bảng xếp hạng                                                                     | Vị trí cao nhất trên bảng xếp hạng                                                                     | Vị trí cao nhất trên bảng xếp hạng                                                                     | Vị trí cao nhất trên bảng xếp hạng                                                                     | Vị trí cao nhất trên bảng xếp hạng                                                                     | Vị trí cao nhất trên bảng xếp hạng                                                                     | Số bản đã bán                                                                                          | Chứng nhận |
| Tên | Chi tiết | Áo | Bỉ | Cana-da                                                                                                | Dance Hoa Kỳ                                                                                           | Đức | Hà Lan                                                                                                 | Hoa Kỳ                                                                                                 | Ire-land                                                                                               | Na Uy                                                                                                  | Pháp                                                                                                   | Thụy Điển                                                                                              | Thụy Sĩ                                                                                                | Úc | Vương Quốc Anh                                                                                         | Ý | Số bản đã bán                                                                                          | Chứng nhận |
| --- | --- | --- | --- | --- | --- | --- | --- | --- | --- | --- | --- | --- | --- | --- | --- | --- | --- | --- |
| Homework                                                                                               | - Ra mắt: ngày 17 tháng 1 năm 1997 (Pháp) - Hãng đĩa: Virgin, Soma - Phuơng thức: CD, đĩa than, tải về, phát trực tuyến       | 34 | 7 | 15 | 9 | 44 | 25 | 150 | 54 | 40 | 3 | 16 | 43 | 37 | 8 | 68 | - Hoa Kỳ (2013): 674,000 - Vương Quốc Anh (2013): 345,009 - Trên toàn thế giới (2001): 2,000,000       | - SNEP: Bạch Kim - BEA: Bạch Kim - BPI: Bạch Kim - MC: 2× Bạch Kim - RIAA: Vàng                                                                                        |
| Discovery                                                                                              | - Ra mắt: ngày 26 tháng 2 năm 2001 (Pháp) - Hãng đĩa: Virgin - Phương thức: CD, đĩa than, tải về, phát trực tuyến             | 6 | 1 | 2 | 1 | 5 | 11 | 23 | 4 | 3 | 2 | 7 | 6 | 7 | 2 | 8 | - Hoa Kỳ (2013): 802,000 - Pháp: 702,200 - Vương Quốc Anh (2013): 566,927                              | - SNEP: 3× Bạch Kim - ARIA: Vàng - BEA: Vàng - BPI: 2× Bạch Kim - BVMI: Vàng - IFPI Thụy Sĩ: Vàng - MC: Vàng - RIAA: Vàng                                              |
| Human After All                                                                                        | - Ra mắt: ngày 14 tháng 3 năm 2005 (Pháp) - Hãng đĩa: Virgin - Phuơng thức: CD, đĩa than, tải về, phát trực tuyến             | 23 | 8 | 38 | 1 | 38 | 40 | 98 | 10 | 36 | 3 | 30 | 8 | 36 | 10 | 19 | - Hoa Kỳ (2013): 127,000 - Vương Quốc Anh (2013): 80,838                                               | - SNEP: 2× Vàng - BPI: Bạc |
| Random Access Memories                                                                                 | - Ra mắt: ngày 17 tháng 5 năm 2013 (một số nước) - Hãng đĩa: Columbia - Phương thức: CD, LP, đĩa than, tải về, phát trực tiếp | 1 | 1 | 1 | 1 | 1 | 2 | 1 | 1 | 1 | 1 | 2 | 1 | 1 | 1 | 1 | - Pháp (2014): 769,300                                                                                 | - SNEP: Kim Cuơng - ARIA: 2× Bạch Kim - BEA: Bạch Kim - BPI: Bạch Kim - BVMI: Bạch Kim - FIMI: 2× Bạch Kim - IFPI Thụy Sĩ: Bạch Kim - MC: 2× Bạch Kim - RIAA: Bạch Kim |
| "—" biểu thị album không được ghi vào bảng xếp hạng hoặc không được phát hành trong vùng lãnh thổ đó.  | | | | | | | | | | | | | | | | | | |

### Album trực tiếp
| Danh sách các album trực tiếp, với vị trí xếp hạng, số lượng bản đã bán ra và chứng nhận              | Danh sách các album trực tiếp, với vị trí xếp hạng, số lượng bản đã bán ra và chứng nhận                          | Danh sách các album trực tiếp, với vị trí xếp hạng, số lượng bản đã bán ra và chứng nhận | Danh sách các album trực tiếp, với vị trí xếp hạng, số lượng bản đã bán ra và chứng nhận | Danh sách các album trực tiếp, với vị trí xếp hạng, số lượng bản đã bán ra và chứng nhận | Danh sách các album trực tiếp, với vị trí xếp hạng, số lượng bản đã bán ra và chứng nhận | Danh sách các album trực tiếp, với vị trí xếp hạng, số lượng bản đã bán ra và chứng nhận | Danh sách các album trực tiếp, với vị trí xếp hạng, số lượng bản đã bán ra và chứng nhận | Danh sách các album trực tiếp, với vị trí xếp hạng, số lượng bản đã bán ra và chứng nhận | Danh sách các album trực tiếp, với vị trí xếp hạng, số lượng bản đã bán ra và chứng nhận | Danh sách các album trực tiếp, với vị trí xếp hạng, số lượng bản đã bán ra và chứng nhận | Danh sách các album trực tiếp, với vị trí xếp hạng, số lượng bản đã bán ra và chứng nhận | Danh sách các album trực tiếp, với vị trí xếp hạng, số lượng bản đã bán ra và chứng nhận | Danh sách các album trực tiếp, với vị trí xếp hạng, số lượng bản đã bán ra và chứng nhận |
| Tên                                                                                                   | Chi tiết | Vị trí cao nhất trên bảng xếp hạng                                                       | Vị trí cao nhất trên bảng xếp hạng                                                       | Vị trí cao nhất trên bảng xếp hạng                                                       | Vị trí cao nhất trên bảng xếp hạng                                                       | Vị trí cao nhất trên bảng xếp hạng                                                       | Vị trí cao nhất trên bảng xếp hạng                                                       | Vị trí cao nhất trên bảng xếp hạng                                                       | Vị trí cao nhất trên bảng xếp hạng                                                       | Vị trí cao nhất trên bảng xếp hạng                                                       | Vị trí cao nhất trên bảng xếp hạng                                                       | Số bản đã bán                                                                            | Chứng nhận                                                                               |
| Tên                                                                                                   | Chi tiết | Bỉ                                                                                       | Pháp                                                                                     | Dance Hoa Kỳ                                                                             | Hà Lan                                                                                   | Hoa Kỳ                                                                                   | Ireland                                                                                  | Thụy Sĩ                                                                                  | Úc                                                                                       | Vương Quốc Anh                                                                           | Ý                                                                                        | Số bản đã bán                                                                            | Chứng nhận                                                                               |
| --- | --- | ---------------------------------------------------------------------------------------- | ---------------------------------------------------------------------------------------- | ---------------------------------------------------------------------------------------- | ---------------------------------------------------------------------------------------- | ---------------------------------------------------------------------------------------- | ---------------------------------------------------------------------------------------- | ---------------------------------------------------------------------------------------- | ---------------------------------------------------------------------------------------- | ---------------------------------------------------------------------------------------- | ---------------------------------------------------------------------------------------- | ---------------------------------------------------------------------------------------- | ---------------------------------------------------------------------------------------- |
| Alive 1997                                                                                            | - Ra mắt: ngày 1 tháng 10 năm 2001 (Pháp) - Hãng đĩa: Virgin - Phương thức: CD, đĩa than, tải về, phát trực tiếp  | 127                                                                                      | 25                                                                                       | —                                                                                        | —                                                                                        | —                                                                                        | —                                                                                        | —                                                                                        | —                                                                                        | —                                                                                        | —                                                                                        | - Vương Quốc Anh (2013): 15,517                                                          |                                                                                          |
| Alive 2007                                                                                            | - Ra mắt: ngày 19 tháng 11 năm 2007 (Pháp) - Hãng đĩa: Virgin - Phương thức: CD, đĩa than, tải về, phát trực tiếp | 6                                                                                        | 2                                                                                        | 1                                                                                        | 47                                                                                       | 169                                                                                      | 38                                                                                       | 17                                                                                       | 14                                                                                       | 86                                                                                       | 98                                                                                       | - Vương Quốc Anh (2013): 53,613                                                          | - SNEP: 2× Bạch Kim - ARIA: Vàng - BEA: Bạch Kim - BPI: Bạc                              |
| "—" biểu thị album không được ghi vào bảng xếp hạng hoặc không được phát hành trong vùng lãnh thổ đó. | |                                                                                          |                                                                                          |                                                                                          |                                                                                          |                                                                                          |                                                                                          |                                                                                          |                                                                                          |                                                                                          |                                                                                          |                                                                                          |                                                                                          |

### Album nhạc phim
| Danh sách các album nhạc phim, vị trí xếp hạng, số lượng bản đã bán ra và chứng nhận | Danh sách các album nhạc phim, vị trí xếp hạng, số lượng bản đã bán ra và chứng nhận                                  | Danh sách các album nhạc phim, vị trí xếp hạng, số lượng bản đã bán ra và chứng nhận | Danh sách các album nhạc phim, vị trí xếp hạng, số lượng bản đã bán ra và chứng nhận | Danh sách các album nhạc phim, vị trí xếp hạng, số lượng bản đã bán ra và chứng nhận | Danh sách các album nhạc phim, vị trí xếp hạng, số lượng bản đã bán ra và chứng nhận | Danh sách các album nhạc phim, vị trí xếp hạng, số lượng bản đã bán ra và chứng nhận | Danh sách các album nhạc phim, vị trí xếp hạng, số lượng bản đã bán ra và chứng nhận | Danh sách các album nhạc phim, vị trí xếp hạng, số lượng bản đã bán ra và chứng nhận | Danh sách các album nhạc phim, vị trí xếp hạng, số lượng bản đã bán ra và chứng nhận | Danh sách các album nhạc phim, vị trí xếp hạng, số lượng bản đã bán ra và chứng nhận | Danh sách các album nhạc phim, vị trí xếp hạng, số lượng bản đã bán ra và chứng nhận | Danh sách các album nhạc phim, vị trí xếp hạng, số lượng bản đã bán ra và chứng nhận | Danh sách các album nhạc phim, vị trí xếp hạng, số lượng bản đã bán ra và chứng nhận | Danh sách các album nhạc phim, vị trí xếp hạng, số lượng bản đã bán ra và chứng nhận | Danh sách các album nhạc phim, vị trí xếp hạng, số lượng bản đã bán ra và chứng nhận | Danh sách các album nhạc phim, vị trí xếp hạng, số lượng bản đã bán ra và chứng nhận | Danh sách các album nhạc phim, vị trí xếp hạng, số lượng bản đã bán ra và chứng nhận | Danh sách các album nhạc phim, vị trí xếp hạng, số lượng bản đã bán ra và chứng nhận |
| Tên                                                                                  | Chi tiết | Vị trí cao nhất trên bảng xếp hạng                                                   | Vị trí cao nhất trên bảng xếp hạng                                                   | Vị trí cao nhất trên bảng xếp hạng                                                   | Vị trí cao nhất trên bảng xếp hạng                                                   | Vị trí cao nhất trên bảng xếp hạng                                                   | Vị trí cao nhất trên bảng xếp hạng                                                   | Vị trí cao nhất trên bảng xếp hạng                                                   | Vị trí cao nhất trên bảng xếp hạng                                                   | Vị trí cao nhất trên bảng xếp hạng                                                   | Vị trí cao nhất trên bảng xếp hạng                                                   | Vị trí cao nhất trên bảng xếp hạng                                                   | Vị trí cao nhất trên bảng xếp hạng                                                   | Vị trí cao nhất trên bảng xếp hạng                                                   | Vị trí cao nhất trên bảng xếp hạng                                                   | Vị trí cao nhất trên bảng xếp hạng                                                   | Số bản đã bán                                                                        | Chứng nhận                                                                           |
| Tên                                                                                  | Chi tiết | Áo                                                                                   | Bỉ                                                                                   | Canada                                                                               | Dance Hoa Kỳ                                                                         | Đan Mạch                                                                             | Đức                                                                                  | Hà Lan                                                                               | Hoa Kỳ                                                                               | Ire-land                                                                             | Pháp                                                                                 | Thụy Điển                                                                            | Thụy Sĩ                                                                              | Úc                                                                                   | Vương Quốc Anh                                                                       | Ý                                                                                    | Số bản đã bán                                                                        | Chứng nhận                                                                           |
| ------------------------------------------------------------------------------------ | --- | ------------------------------------------------------------------------------------ | ------------------------------------------------------------------------------------ | ------------------------------------------------------------------------------------ | ------------------------------------------------------------------------------------ | ------------------------------------------------------------------------------------ | ------------------------------------------------------------------------------------ | ------------------------------------------------------------------------------------ | ------------------------------------------------------------------------------------ | ------------------------------------------------------------------------------------ | ------------------------------------------------------------------------------------ | ------------------------------------------------------------------------------------ | ------------------------------------------------------------------------------------ | ------------------------------------------------------------------------------------ | ------------------------------------------------------------------------------------ | ------------------------------------------------------------------------------------ | ------------------------------------------------------------------------------------ | ------------------------------------------------------------------------------------ |
| Tron: Legacy                                                                         | - Ra mắt: ngày 3 tháng 12 năm 2010 (Pháp) - Hãng đĩa: Walt Disney - Phương thức: CD, đĩa than, tải về, phát trực tiếp | 14                                                                                   | 14                                                                                   | 17                                                                                   | 1                                                                                    | 35                                                                                   | 17                                                                                   | 83                                                                                   | 4                                                                                    | 40                                                                                   | 25                                                                                   | 45                                                                                   | 21                                                                                   | 17                                                                                   | 39                                                                                   | 41                                                                                   | - Hoa Kỳ (2013): 588,000                                                             | - SNEP: Vàng - ARIA: Vàng - BPI: Vàng - RIAA: Vàng                                   |

### Album phối lại
| Danh sách các album nhạc phim và vị trí xếp hạng                                                      | Danh sách các album nhạc phim và vị trí xếp hạng                                                            | Danh sách các album nhạc phim và vị trí xếp hạng | Danh sách các album nhạc phim và vị trí xếp hạng | Danh sách các album nhạc phim và vị trí xếp hạng | Danh sách các album nhạc phim và vị trí xếp hạng | Danh sách các album nhạc phim và vị trí xếp hạng | Danh sách các album nhạc phim và vị trí xếp hạng | Danh sách các album nhạc phim và vị trí xếp hạng | Danh sách các album nhạc phim và vị trí xếp hạng |
| Tên                                                                                                   | Chi tiết | Vị trí cao nhất trên bảng xếp hạng               | Vị trí cao nhất trên bảng xếp hạng               | Vị trí cao nhất trên bảng xếp hạng               | Vị trí cao nhất trên bảng xếp hạng               | Vị trí cao nhất trên bảng xếp hạng               | Vị trí cao nhất trên bảng xếp hạng               | Vị trí cao nhất trên bảng xếp hạng               | Vị trí cao nhất trên bảng xếp hạng               |
| Tên                                                                                                   | Chi tiết | Bỉ                                               | Dance Hoa Kỳ                                     | Canada                                           | Hoa Kỳ                                           | Pháp                                             | Thụy Điển                                        | Thụy Sĩ                                          | Vương Quốc Anh                                   |
| --- | --- | ------------------------------------------------ | ------------------------------------------------ | ------------------------------------------------ | ------------------------------------------------ | ------------------------------------------------ | ------------------------------------------------ | ------------------------------------------------ | ------------------------------------------------ |
| Daft Club                                                                                             | - Ra mắt: ngày 2 tháng 12 năm 2003 (Pháp) - Hãng đĩa: Virgin - Phương thức: CD, tải về, phát trực tiếp      | —                                                | 8                                                | —                                                | —                                                | 130                                              | —                                                | 69                                               | —                                                |
| Human After All: Remixes                                                                              | - Ra mắt: ngày 29 tháng 3 năm 2006 (Nhật) - Hãng đĩa: Toshiba EMI - Phương thức: CD, tải về, phát trực tiếp | —                                                | —                                                | —                                                | —                                                | —                                                | —                                                | —                                                | —                                                |
| Tron: Legacy Reconfigured                                                                             | - Ra mắt: ngày 5 tháng 4 năm 2011 (Pháp) - Hãng đĩa: Walt Disney - Phương thức: CD, tải về, phát trực tiếp  | 91                                               | 1                                                | 24                                               | 16                                               | —                                                | 41                                               | —                                                | 59                                               |
| "—" biểu thị album không được ghi vào bảng xếp hạng hoặc không được phát hành trong vùng lãnh thổ đó. | |                                                  |                                                  |                                                  |                                                  |                                                  |                                                  |                                                  |                                                  |

### Album tổng hợp
| Danh sách các album tổng hợp, với vị trí xếp hạng, số lượng bản đã bán ra và chứng nhận | Danh sách các album tổng hợp, với vị trí xếp hạng, số lượng bản đã bán ra và chứng nhận               | Danh sách các album tổng hợp, với vị trí xếp hạng, số lượng bản đã bán ra và chứng nhận | Danh sách các album tổng hợp, với vị trí xếp hạng, số lượng bản đã bán ra và chứng nhận | Danh sách các album tổng hợp, với vị trí xếp hạng, số lượng bản đã bán ra và chứng nhận | Danh sách các album tổng hợp, với vị trí xếp hạng, số lượng bản đã bán ra và chứng nhận | Danh sách các album tổng hợp, với vị trí xếp hạng, số lượng bản đã bán ra và chứng nhận | Danh sách các album tổng hợp, với vị trí xếp hạng, số lượng bản đã bán ra và chứng nhận | Danh sách các album tổng hợp, với vị trí xếp hạng, số lượng bản đã bán ra và chứng nhận | Danh sách các album tổng hợp, với vị trí xếp hạng, số lượng bản đã bán ra và chứng nhận | Danh sách các album tổng hợp, với vị trí xếp hạng, số lượng bản đã bán ra và chứng nhận | Danh sách các album tổng hợp, với vị trí xếp hạng, số lượng bản đã bán ra và chứng nhận |
| Tên                                                                                     | Chi tiết                                                                                              | Vị trí cao nhất trên bảng xếp hạng                                                      | Vị trí cao nhất trên bảng xếp hạng                                                      | Vị trí cao nhất trên bảng xếp hạng                                                      | Vị trí cao nhất trên bảng xếp hạng                                                      | Vị trí cao nhất trên bảng xếp hạng                                                      | Vị trí cao nhất trên bảng xếp hạng                                                      | Vị trí cao nhất trên bảng xếp hạng                                                      | Vị trí cao nhất trên bảng xếp hạng                                                      | Số bản đã bán                                                                           | Chứng nhận                                                                              |
| Tên                                                                                     | Chi tiết                                                                                              | Bỉ                                                                                      | Dance Hoa Kỳ                                                                            | Đức                                                                                     | Ireland                                                                                 | Pháp                                                                                    | Thụy Sĩ                                                                                 | Úc                                                                                      | Vương Quốc Anh                                                                          | Số bản đã bán                                                                           | Chứng nhận                                                                              |
| --------------------------------------------------------------------------------------- | --- | --------------------------------------------------------------------------------------- | --------------------------------------------------------------------------------------- | --------------------------------------------------------------------------------------- | --------------------------------------------------------------------------------------- | --------------------------------------------------------------------------------------- | --------------------------------------------------------------------------------------- | --------------------------------------------------------------------------------------- | --------------------------------------------------------------------------------------- | --------------------------------------------------------------------------------------- | --------------------------------------------------------------------------------------- |
| Musique Vol. 1 1993–2005                                                                | - Ra mắt: ngày 4 tháng 4 năm 2006 (Pháp) - Hãng đĩa: Virgin - Phương thức: CD, tải về, phát trực tiếp | 18                                                                                      | 6                                                                                       | 90                                                                                      | 34                                                                                      | 127                                                                                     | 36                                                                                      | 47                                                                                      | 34                                                                                      | - Vương Quốc Anh (2013): 122,487                                                        | - BPI: Vàng                                                                             |

### Album video
| Danh sách các album video                                    | Danh sách các album video                                                       |
| Tên                                                          | Chi tiết                                                                        |
| ------------------------------------------------------------ | ------------------------------------------------------------------------------- |
| D.A.F.T.: A Story About Dogs, Androids, Firemen and Tomatoes | - Ra mắt: ngày 28 tháng 3 năm 2000 (Pháp) - Hãng đĩa: Virgin - Phương thức: DVD |
| Interstella 5555: The 5tory of the 5ecret 5tar 5ystem        | - Ra mắt: ngày 18 tháng 5 năm 2003 (Pháp) - Hãng đĩa: Virgin - Phương thức: DVD |

## Đĩa đơn

### Với tư cách là nghệ sĩ chính
| Danh sách các đĩa đơn với tư cách là nghệ sĩ chính, với vị trí trên bảng xếp hạng, năm phát hành, chứng nhận và tên album | Danh sách các đĩa đơn với tư cách là nghệ sĩ chính, với vị trí trên bảng xếp hạng, năm phát hành, chứng nhận và tên album | Danh sách các đĩa đơn với tư cách là nghệ sĩ chính, với vị trí trên bảng xếp hạng, năm phát hành, chứng nhận và tên album | Danh sách các đĩa đơn với tư cách là nghệ sĩ chính, với vị trí trên bảng xếp hạng, năm phát hành, chứng nhận và tên album | Danh sách các đĩa đơn với tư cách là nghệ sĩ chính, với vị trí trên bảng xếp hạng, năm phát hành, chứng nhận và tên album | Danh sách các đĩa đơn với tư cách là nghệ sĩ chính, với vị trí trên bảng xếp hạng, năm phát hành, chứng nhận và tên album | Danh sách các đĩa đơn với tư cách là nghệ sĩ chính, với vị trí trên bảng xếp hạng, năm phát hành, chứng nhận và tên album | Danh sách các đĩa đơn với tư cách là nghệ sĩ chính, với vị trí trên bảng xếp hạng, năm phát hành, chứng nhận và tên album | Danh sách các đĩa đơn với tư cách là nghệ sĩ chính, với vị trí trên bảng xếp hạng, năm phát hành, chứng nhận và tên album | Danh sách các đĩa đơn với tư cách là nghệ sĩ chính, với vị trí trên bảng xếp hạng, năm phát hành, chứng nhận và tên album | Danh sách các đĩa đơn với tư cách là nghệ sĩ chính, với vị trí trên bảng xếp hạng, năm phát hành, chứng nhận và tên album | Danh sách các đĩa đơn với tư cách là nghệ sĩ chính, với vị trí trên bảng xếp hạng, năm phát hành, chứng nhận và tên album | Danh sách các đĩa đơn với tư cách là nghệ sĩ chính, với vị trí trên bảng xếp hạng, năm phát hành, chứng nhận và tên album | Danh sách các đĩa đơn với tư cách là nghệ sĩ chính, với vị trí trên bảng xếp hạng, năm phát hành, chứng nhận và tên album | Danh sách các đĩa đơn với tư cách là nghệ sĩ chính, với vị trí trên bảng xếp hạng, năm phát hành, chứng nhận và tên album | Danh sách các đĩa đơn với tư cách là nghệ sĩ chính, với vị trí trên bảng xếp hạng, năm phát hành, chứng nhận và tên album | Danh sách các đĩa đơn với tư cách là nghệ sĩ chính, với vị trí trên bảng xếp hạng, năm phát hành, chứng nhận và tên album | Danh sách các đĩa đơn với tư cách là nghệ sĩ chính, với vị trí trên bảng xếp hạng, năm phát hành, chứng nhận và tên album | Danh sách các đĩa đơn với tư cách là nghệ sĩ chính, với vị trí trên bảng xếp hạng, năm phát hành, chứng nhận và tên album | Danh sách các đĩa đơn với tư cách là nghệ sĩ chính, với vị trí trên bảng xếp hạng, năm phát hành, chứng nhận và tên album                                                       | Danh sách các đĩa đơn với tư cách là nghệ sĩ chính, với vị trí trên bảng xếp hạng, năm phát hành, chứng nhận và tên album |
| Tên | Năm phát hành | Vị trí cao nhất trên bảng xếp hạng                                                                                        | Vị trí cao nhất trên bảng xếp hạng                                                                                        | Vị trí cao nhất trên bảng xếp hạng                                                                                        | Vị trí cao nhất trên bảng xếp hạng                                                                                        | Vị trí cao nhất trên bảng xếp hạng                                                                                        | Vị trí cao nhất trên bảng xếp hạng                                                                                        | Vị trí cao nhất trên bảng xếp hạng                                                                                        | Vị trí cao nhất trên bảng xếp hạng                                                                                        | Vị trí cao nhất trên bảng xếp hạng                                                                                        | Vị trí cao nhất trên bảng xếp hạng                                                                                        | Vị trí cao nhất trên bảng xếp hạng                                                                                        | Vị trí cao nhất trên bảng xếp hạng                                                                                        | Vị trí cao nhất trên bảng xếp hạng                                                                                        | Vị trí cao nhất trên bảng xếp hạng                                                                                        | Vị trí cao nhất trên bảng xếp hạng                                                                                        | Vị trí cao nhất trên bảng xếp hạng                                                                                        | Vị trí cao nhất trên bảng xếp hạng                                                                                        | Chứng nhận | Album |
| Tên | Năm phát hành | Áo | Bỉ | Cana-da | Dance Hoa Kỳ | Đan Mạch | Đức | Hà Lan | Hoa Kỳ | Ire-land | Na Uy | Pháp | Phần Lan | Thụy Điển | Thụy Sĩ | Úc | Vương Quốc Anh | Ý | Chứng nhận | Album |
| --- | --- | --- | --- | --- | --- | --- | --- | --- | --- | --- | --- | --- | --- | --- | --- | --- | --- | --- | --- | --- |
| "The New Wave" | 1994 | — | — | — | — | — | — | — | — | — | — | — | — | — | — | — | — | — | | |
| "Indo Silver Club" | 1996 | — | — | — | — | — | — | — | — | — | — | — | — | — | — | — | — | — | | Homework |
| "Da Funk" | 1997 | — | 9 | — | 1 | — | — | 96 | — | — | — | 7 | 16 | 33 | — | 31 | 7 | — | - SNEP: Bạc - BPI: Bạc | Homework |
| "Around the World" | 1997 | 15 | 4 | — | 1 | — | 16 | 28 | 61 | 39 | 20 | 5 | 9 | 20 | 14 | 11 | 5 | — | - SNEP: Bạc - ARIA: Vàng - BPI: Vàng - FIMI: Vàng | Homework |
| "Burnin'" | 1997 | — | 38 | — | — | — | — | — | — | — | — | 29 | 20 | — | — | 151 | 30 | — | | Homework |
| "Revolution 909" | 1998 | — | 50 | — | 12 | | — | — | — | — | — | 50 | — | — | — | 162 | 47 | — | | Homework |
| "One More Time" | 2000 | 7 | 6 | — | 1 | 11 | 7 | 14 | 61 | 9 | — | 1 | 8 | 26 | 6 | 10 | 2 | 5 | - SNEP: Vàng - ARIA: Vàng - BEA: Vàng - BPI: Bạch Kim - BVMI: Vàng - FIMI: Vàng - IFPI Thụy Sĩ: Vàng                                                                            | Discovery |
| "Aerodynamic" | 2001 | — | 24 | — | — | — | — | 73 | — | — | — | 34 | 19 | — | 46 | 67 | 97 | 32 | | Discovery |
| "Digital Love" | 2001 | — | 38 | — | 9 | — | 85 | — | — | 35 | — | 33 | — | — | 60 | 67 | 14 | 28 | | Discovery |
| "Harder, Better, Faster, Stronger"                                                                                        | 2001 | — | 38 | — | 3 | — | — | — | — | 38 | — | 17 | — | — | 70 | — | 25 | 42 | - BPI: Vàng | Discovery |
| "Face to Face" | 2003 | — | — | — | 1 | — | — | — | — | — | — | — | — | — | — | — | — | — | | Discovery |
| "Something About Us" | 2003 | — | — | — | — | — | — | — | — | — | — | 93 | — | — | — | — | — | — | | Discovery |
| "Robot Rock" | 2005 | — | — | — | 15 | — | 100 | — | — | 33 | — | 79 | 12 | — | — | — | 32 | 32 | | Human After All |
| "Technologic" | 2005 | — | — | — | 10 | — | 82 | — | — | 38 | — | — | — | 29 | 63 | 64 | 40 | — | | Human After All |
| "Human After All" | 2005 | — | — | — | — | — | — | — | — | — | — | 93 | — | — | — | — | — | — | | Human After All |
| "The Prime Time of Your Life"                                                                                             | 2006 | — | — | — | — | — | — | — | — | — | — | — | — | — | — | — | — | — | | Human After All |
| "Harder, Better, Faster, Stronger (Alive 2007)"                                                                           | 2007 | 58 | 16 | — | — | — | — | — | — | — | — | 19 | — | — | 50 | 43 | — | — | | Alive 2007 |
| "Derezzed" | 2010 | — | — | — | 1 | — | — | — | — | — | — | 81 | — | — | — | 92 | — | — | | Tron: Legacy soundtrack                                                                                                   |
| "Get Lucky" (hợp tác với Pharrell Williams)                                                                               | 2013 | 1 | 1 | 2 | 1 | 1 | 1 | 2 | 2 | 1 | 2 | 1 | 2 | 2 | 1 | 1 | 1 | 1 | - SNEP: Kim Cương - ARIA: 6× Bạch Kim - BEA: Bạch Kim - BPI: 3× Bạch Kim - BVMI: 5× Vàng - FIMI: 5× Bạch Kim - GLF: 2× Bạch Kim - IFPI Thụy Sĩ: 3× Bạch Kim - RIAA: 4× Bạch Kim | Random Access Memories |
| "Lose Yourself to Dance" (hợp tác với Pharrell Williams)                                                                  | 2013 | — | 32 | — | 1 | — | — | — | — | 62 | — | 31 | — | 42 | 59 | — | 49 | 17 | - BPI: Bạc - FIMI: Vàng | Random Access Memories |
| "Doin' It Right" (hợp tác với Panda Bear)                                                                                 | 2013 | — | — | — | — | — | — | — | — | — | — | 63 | — | — | — | — | — | — | | Random Access Memories |
| "Instant Crush" (hợp tác với Julian Casablancas)                                                                          | 2013 | — | 5 | — | — | — | — | — | — | — | — | 4 | — | 37 | 40 | — | — | — | - FIMI: Vàng | Random Access Memories |
| "Give Life Back to Music"                                                                                                 | 2014 | — | — | — | 9 | — | — | — | — | — | — | 23 | — | 35 | 58 | — | — | — | | Random Access Memories |
| "—" biểu thị bản thu âm không được ghi vào bảng xếp hạng hoặc không được phát hành trong vùng lãnh thổ đó.                | | | | | | | | | | | | | | | | | | | | |

### Với tư cách là nghệ sĩ nổi bật
| Danh sách các đĩa đơn với tư cách là nghệ sĩ nổi bật, với các vị trí trên bảng xếp hạng, năm phát hành, chứng nhận và tên album | Danh sách các đĩa đơn với tư cách là nghệ sĩ nổi bật, với các vị trí trên bảng xếp hạng, năm phát hành, chứng nhận và tên album | Danh sách các đĩa đơn với tư cách là nghệ sĩ nổi bật, với các vị trí trên bảng xếp hạng, năm phát hành, chứng nhận và tên album | Danh sách các đĩa đơn với tư cách là nghệ sĩ nổi bật, với các vị trí trên bảng xếp hạng, năm phát hành, chứng nhận và tên album | Danh sách các đĩa đơn với tư cách là nghệ sĩ nổi bật, với các vị trí trên bảng xếp hạng, năm phát hành, chứng nhận và tên album | Danh sách các đĩa đơn với tư cách là nghệ sĩ nổi bật, với các vị trí trên bảng xếp hạng, năm phát hành, chứng nhận và tên album | Danh sách các đĩa đơn với tư cách là nghệ sĩ nổi bật, với các vị trí trên bảng xếp hạng, năm phát hành, chứng nhận và tên album | Danh sách các đĩa đơn với tư cách là nghệ sĩ nổi bật, với các vị trí trên bảng xếp hạng, năm phát hành, chứng nhận và tên album | Danh sách các đĩa đơn với tư cách là nghệ sĩ nổi bật, với các vị trí trên bảng xếp hạng, năm phát hành, chứng nhận và tên album | Danh sách các đĩa đơn với tư cách là nghệ sĩ nổi bật, với các vị trí trên bảng xếp hạng, năm phát hành, chứng nhận và tên album | Danh sách các đĩa đơn với tư cách là nghệ sĩ nổi bật, với các vị trí trên bảng xếp hạng, năm phát hành, chứng nhận và tên album | Danh sách các đĩa đơn với tư cách là nghệ sĩ nổi bật, với các vị trí trên bảng xếp hạng, năm phát hành, chứng nhận và tên album | Danh sách các đĩa đơn với tư cách là nghệ sĩ nổi bật, với các vị trí trên bảng xếp hạng, năm phát hành, chứng nhận và tên album | Danh sách các đĩa đơn với tư cách là nghệ sĩ nổi bật, với các vị trí trên bảng xếp hạng, năm phát hành, chứng nhận và tên album | Danh sách các đĩa đơn với tư cách là nghệ sĩ nổi bật, với các vị trí trên bảng xếp hạng, năm phát hành, chứng nhận và tên album | Danh sách các đĩa đơn với tư cách là nghệ sĩ nổi bật, với các vị trí trên bảng xếp hạng, năm phát hành, chứng nhận và tên album | Danh sách các đĩa đơn với tư cách là nghệ sĩ nổi bật, với các vị trí trên bảng xếp hạng, năm phát hành, chứng nhận và tên album | Danh sách các đĩa đơn với tư cách là nghệ sĩ nổi bật, với các vị trí trên bảng xếp hạng, năm phát hành, chứng nhận và tên album | Danh sách các đĩa đơn với tư cách là nghệ sĩ nổi bật, với các vị trí trên bảng xếp hạng, năm phát hành, chứng nhận và tên album | Danh sách các đĩa đơn với tư cách là nghệ sĩ nổi bật, với các vị trí trên bảng xếp hạng, năm phát hành, chứng nhận và tên album                         | Danh sách các đĩa đơn với tư cách là nghệ sĩ nổi bật, với các vị trí trên bảng xếp hạng, năm phát hành, chứng nhận và tên album |
| Tên | Năm phát hành | Vị trí cao nhất trên bảng xếp hạng                                                                                              | Vị trí cao nhất trên bảng xếp hạng                                                                                              | Vị trí cao nhất trên bảng xếp hạng                                                                                              | Vị trí cao nhất trên bảng xếp hạng                                                                                              | Vị trí cao nhất trên bảng xếp hạng                                                                                              | Vị trí cao nhất trên bảng xếp hạng                                                                                              | Vị trí cao nhất trên bảng xếp hạng                                                                                              | Vị trí cao nhất trên bảng xếp hạng                                                                                              | Vị trí cao nhất trên bảng xếp hạng                                                                                              | Vị trí cao nhất trên bảng xếp hạng                                                                                              | Vị trí cao nhất trên bảng xếp hạng                                                                                              | Vị trí cao nhất trên bảng xếp hạng                                                                                              | Vị trí cao nhất trên bảng xếp hạng                                                                                              | Vị trí cao nhất trên bảng xếp hạng                                                                                              | Vị trí cao nhất trên bảng xếp hạng                                                                                              | Vị trí cao nhất trên bảng xếp hạng                                                                                              | Vị trí cao nhất trên bảng xếp hạng                                                                                              | Chứng nhận | Album |
| Tên | Năm phát hành | Áo | Bỉ | Cana-da | Dance Hoa Kỳ | Đan Mạch | Đức | Hà Lan | Hoa Kỳ | Ire-land | Na Uy | Pháp | Phần Lan | Thụy Điển | Thụy Sĩ | Úc | Vương Quốc Anh | Ý | Chứng nhận | Album |
| --- | --- | --- | --- | --- | --- | --- | --- | --- | --- | --- | --- | --- | --- | --- | --- | --- | --- | --- | --- | --- |
| "Starboy" (The Weeknd hợp tác với Daft Punk)                                                                                    | 2016 | 8 | 1 | 1 | 2 | 1 | 3 | 1 | 1 | 2 | 1 | 1 | 3 | 1 | 2 | 2 | 2 | 6 | - SNEP: Kim Cương - ARIA: 10× Bạch Kim - BEA: 2× Bạch Kim - BPI: 3× Bạch Kim - BVMI: 3× Vàng - FIMI: 3× Bạch Kim - GLF: 4× Bạch Kim - RIAA: 8× Bạch Kim | Starboy |
| "I Feel It Coming" (The Weeknd hợp tác với Daft Punk)                                                                           | 2016 | 23 | 3 | 10 | 12 | 6 | 29 | 4 | 4 | 9 | 5 | 1 | 11 | 5 | 7 | 7 | 9 | 13 | - SNEP: Kim Cương - ARIA: 3× Bạch Kim - BEA: Bạch Kim - BPI: Bạch Kim - BVMI: Vàng - FIMI: 3× Bạch Kim - GLF: 3× Bạch Kim - RIAA: 4× Bạch Kim           | Starboy |

## Những bài hát được xếp hạng khác
| Danh sách các bài hát được xếp hạng khác, với vị trí bảng xếp hạng, năm phát hành và tên album             | Danh sách các bài hát được xếp hạng khác, với vị trí bảng xếp hạng, năm phát hành và tên album | Danh sách các bài hát được xếp hạng khác, với vị trí bảng xếp hạng, năm phát hành và tên album | Danh sách các bài hát được xếp hạng khác, với vị trí bảng xếp hạng, năm phát hành và tên album | Danh sách các bài hát được xếp hạng khác, với vị trí bảng xếp hạng, năm phát hành và tên album | Danh sách các bài hát được xếp hạng khác, với vị trí bảng xếp hạng, năm phát hành và tên album | Danh sách các bài hát được xếp hạng khác, với vị trí bảng xếp hạng, năm phát hành và tên album | Danh sách các bài hát được xếp hạng khác, với vị trí bảng xếp hạng, năm phát hành và tên album |
| Tên | Năm phát hành                                                                                  | Vị trí cao nhất trên bảng xếp hạng                                                             | Vị trí cao nhất trên bảng xếp hạng                                                             | Vị trí cao nhất trên bảng xếp hạng                                                             | Vị trí cao nhất trên bảng xếp hạng                                                             | Vị trí cao nhất trên bảng xếp hạng                                                             | Album                                                                                          |
| Tên | Năm phát hành                                                                                  | Dance Hoa Kỳ                                                                                   | Pháp                                                                                           | Thụy Điển                                                                                      | Thụy Sĩ                                                                                        | Vương Quốc Anh                                                                                 | Album                                                                                          |
| --- | ---------------------------------------------------------------------------------------------- | ---------------------------------------------------------------------------------------------- | ---------------------------------------------------------------------------------------------- | ---------------------------------------------------------------------------------------------- | ---------------------------------------------------------------------------------------------- | ---------------------------------------------------------------------------------------------- | ---------------------------------------------------------------------------------------------- |
| "Around the World (Alive 2007)"                                                                            | 2007                                                                                           | —                                                                                              | —                                                                                              | —                                                                                              | 47                                                                                             | —                                                                                              | Alive 2007                                                                                     |
| "Around the World / Harder, Better, Faster, Stronger"                                                      | 2007                                                                                           | —                                                                                              | —                                                                                              | —                                                                                              | —                                                                                              | 179                                                                                            | Alive 2007                                                                                     |
| "The Game of Love"                                                                                         | 2013                                                                                           | —                                                                                              | —                                                                                              | —                                                                                              | —                                                                                              | —                                                                                              | Random Access Memories                                                                         |
| "Giorgio by Moroder"                                                                                       | 2013                                                                                           | 22                                                                                             | 54                                                                                             | 57                                                                                             | —                                                                                              | —                                                                                              | Random Access Memories                                                                         |
| "Within"                                                                                                   | 2013                                                                                           | 39                                                                                             | 109                                                                                            | —                                                                                              | —                                                                                              | —                                                                                              | Random Access Memories                                                                         |
| "Touch" (hợp tác với Paul Williams)                                                                        | 2013                                                                                           | 36                                                                                             | 171                                                                                            | —                                                                                              | —                                                                                              | —                                                                                              | Random Access Memories                                                                         |
| "Beyond"                                                                                                   | 2013                                                                                           | 38                                                                                             | 115                                                                                            | —                                                                                              | —                                                                                              | —                                                                                              | Random Access Memories                                                                         |
| "Motherboard"                                                                                              | 2013                                                                                           | 43                                                                                             | —                                                                                              | —                                                                                              | —                                                                                              | —                                                                                              | Random Access Memories                                                                         |
| "Fragments of Time" (hợp tác với Todd Edwards)                                                             | 2013                                                                                           | 28                                                                                             | 100                                                                                            | —                                                                                              | —                                                                                              | —                                                                                              | Random Access Memories                                                                         |
| "Contact"                                                                                                  | 2013                                                                                           | 24                                                                                             | 46                                                                                             | —                                                                                              | —                                                                                              | —                                                                                              | Random Access Memories                                                                         |
| "—" biểu thị bản thu âm không được ghi vào bảng xếp hạng hoặc không được phát hành trong vùng lãnh thổ đó. |                                                                                                |                                                                                                |                                                                                                |                                                                                                |                                                                                                |                                                                                                |                                                                                                |

## Những bài hát đã sản xuất và phối lại
| Danh sách các tác phẩm sản xuất và phối lại cho các nghệ sĩ khác, với các nghệ sĩ biểu diễn khác và nhà đồng sản xuất, năm phát hành và tên album | Danh sách các tác phẩm sản xuất và phối lại cho các nghệ sĩ khác, với các nghệ sĩ biểu diễn khác và nhà đồng sản xuất, năm phát hành và tên album | Danh sách các tác phẩm sản xuất và phối lại cho các nghệ sĩ khác, với các nghệ sĩ biểu diễn khác và nhà đồng sản xuất, năm phát hành và tên album | Danh sách các tác phẩm sản xuất và phối lại cho các nghệ sĩ khác, với các nghệ sĩ biểu diễn khác và nhà đồng sản xuất, năm phát hành và tên album | Danh sách các tác phẩm sản xuất và phối lại cho các nghệ sĩ khác, với các nghệ sĩ biểu diễn khác và nhà đồng sản xuất, năm phát hành và tên album |
| Tên | Năm phát hành | (Nhũng) nghệ sĩ biểu diễn | (Những) nhà đồng sản xuất | Album |
| --- | --- | --- | --- | --- |
| "M18" | 1995 | Manu le Malin | Manu le Malin | |
| "ß Wax" | 1995 | Daft Punk, DJ Kevin | DJ Kevin | Two Years Together |
| "Life Is Sweet" (bản remix của Daft Punk) | 1995 | The Chemical Brothers | The Chemical Brothers | |
| "Get Funky Get Down" (bản remix của Daft Punk) | 1995 | The Micronauts | Christophe Monier, George Issakidis | |
| "Disco Cubizm" (bản remix của Daft Punk) | 1996 | I:Cube | | |
| "Forget About the World" (bản remix của Daft Punk)                                                                                                | 1996 | Gabrielle | The Boilerhouse Boys | Musique Vol. 1 1993–2005 |
| "Chord Memory" (bản remix của Daft Punk) | 1996 | Ian Pooley | Ian Pooley | Musique Vol. 1 1993–2005 |
| "Mothership Reconnection" (bản remix của Daft Punk)                                                                                               | 1998 | Scott Grooves, Parliament-Funkadelic | Scott Grooves | Musique Vol. 1 1993–2005 |
| "Take Me Out" (bản remix của Daft Punk) | 2004 | Franz Ferdinand | Tore Johansson | Evil Action |
| "HeartBreaker" | 2006 | Teriyaki Boyz | | Beef or Chicken |
| "Hypnotize U" | 2010 | N.E.R.D. | The Neptunes | Nothing |
| "On Sight" | 2013 | Kanye West | Kanye West, Mike Dean, Benji B | Yeezus |
| "Black Skinhead" | 2013 | Kanye West | Kanye West, Gesaffelstein, Brodinski, Mike Dean, Lupe Fiasco, No ID, Jack Donoghue, Noah Goldstein                                                | Yeezus |
| "I Am a God" | 2013 | Kanye West | Kanye West, Mike Dean, Hudson Mohawke | Yeezus |
| "Send It Up" | 2013 | Kanye West | Kanye West, Gesaffelstein, Brodinski, Mike Dean, Arca                                                                                             | Yeezus |
| "Starboy" | 2016 | The Weeknd | Doc McKinney, Cirkut, The Weeknd | Starboy |
| "I Feel It Coming" | 2016 | The Weeknd | Doc McKinney, Cirkut, The Weeknd | Starboy |
| "I Gotta Try You Girl" (bản edit của Daft Punk)                                                                                                   | 2016 | Junior Kimbrough | Matthew Johnson, Bruce Watson | |
| "Overnight" | 2017 | Parcels | Patrick Hetherington, Noah Hill, Louie Swain, Jules Crommelin, Anatole Serre                                                                      | Parcels |

## Video âm nhạc
| Danh sách các video âm nhạc, năm phát hành và các đạo diễn | Danh sách các video âm nhạc, năm phát hành và các đạo diễn | Danh sách các video âm nhạc, năm phát hành và các đạo diễn |
| Tên                                                        | Năm phát hành                                              | (Những) đạo diễn                                           |
| ---------------------------------------------------------- | ---------------------------------------------------------- | ---------------------------------------------------------- |
| "Da Funk"                                                  | 1996                                                       | Spike Jonze                                                |
| "Around the World"                                         | 1997                                                       | Michel Gondry                                              |
| "Burnin'"                                                  | 1997                                                       | Seb Janiak                                                 |
| "Revolution 909"                                           | 1998                                                       | Roman Coppola                                              |
| "Fresh"                                                    | 1999                                                       | Daft Punk                                                  |
| "One More Time"                                            | 2001                                                       | Kazuhisa Takenouchi                                        |
| "Aerodynamic"                                              | 2001                                                       | Kazuhisa Takenouchi                                        |
| "Digital Love"                                             | 2001                                                       | Kazuhisa Takenouchi                                        |
| "Harder, Better, Faster, Stronger"                         | 2001                                                       | Kazuhisa Takenouchi                                        |
| "Something About Us (Love Theme From Interstella 5555)"    | 2003                                                       | Kazuhisa Takenouchi                                        |
| "Robot Rock"                                               | 2005                                                       | Daft Punk                                                  |
| "Technologic"                                              | 2005                                                       | Daft Punk                                                  |
| "The Prime Time of Your Life"                              | 2006                                                       | Tony Gardner                                               |
| "Robot Rock (Daft Punk Maximum Overdrive Mix)"             | 2006                                                       | Daft Punk, Cédric Hervet                                   |
| "Harder, Better, Faster, Stronger (Alive 2007)"            | 2007                                                       | Olivier Gondry                                             |
| "Derezzed"                                                 | 2010                                                       | Warren Fu                                                  |
| "Lose Yourself to Dance" (featuring Pharrell Williams)     | 2013                                                       | Daft Punk, Warren Fu, Paul Hahn, Cédric Hervet             |
| "Instant Crush" (featuring Julian Casablancas)             | 2013                                                       | Warren Fu                                                  |